# ONLY (이하이의 노래)
"ONLY"는 대한민국의 가수 이하이의 노래이다. 정규 음반 4 ONLY의 선공개곡으로, AOMG를 통해 2021년 8월 27일에 발매되었다. 한국 힙합 어워즈에서 올해의 알앤비 트랙을 수상했다.

## 음악 및 가사
이즘에 따르면, "건반을 통해 흘러나오는 부드러운 음계들이 몽글몽글한 멜로디를 형성해 여백을 채우고 곳곳에 스며든 아련한 보컬이 이질감 없이 흐른다. 곡의 후반부에서 마주치는 스트링 사운드는 마침내 왈츠풍의 분위기를 완성시키며 풍부한 서정성이 담긴 결과물로 매듭짓는다."

## 평가
"ONLY"는 이즘에서 5점 만점에 3점을 받았다. 김성욱 평론가에 따르면, "유려한 가창과 따뜻한 감성을 모두 포획한 두 아티스트의 준수한 호흡을 거듭 입증해 보이는 곡"이다.

## 수상 및 후보
| 시상식           | 연도 | 부문               | 결과 | 각주  |
| ---------------- | ---- | ------------------ | ---- | ----- |
| 한국 힙합 어워즈 | 2022 | 올해의 알앤비 트랙 | 수상 | [ 3 ] |

## 차트
| 차트 (2021)     | 최고 순위 |
| --------------- | --------- |
| 대한민국 (가온) | 93        |